# TELMAGV

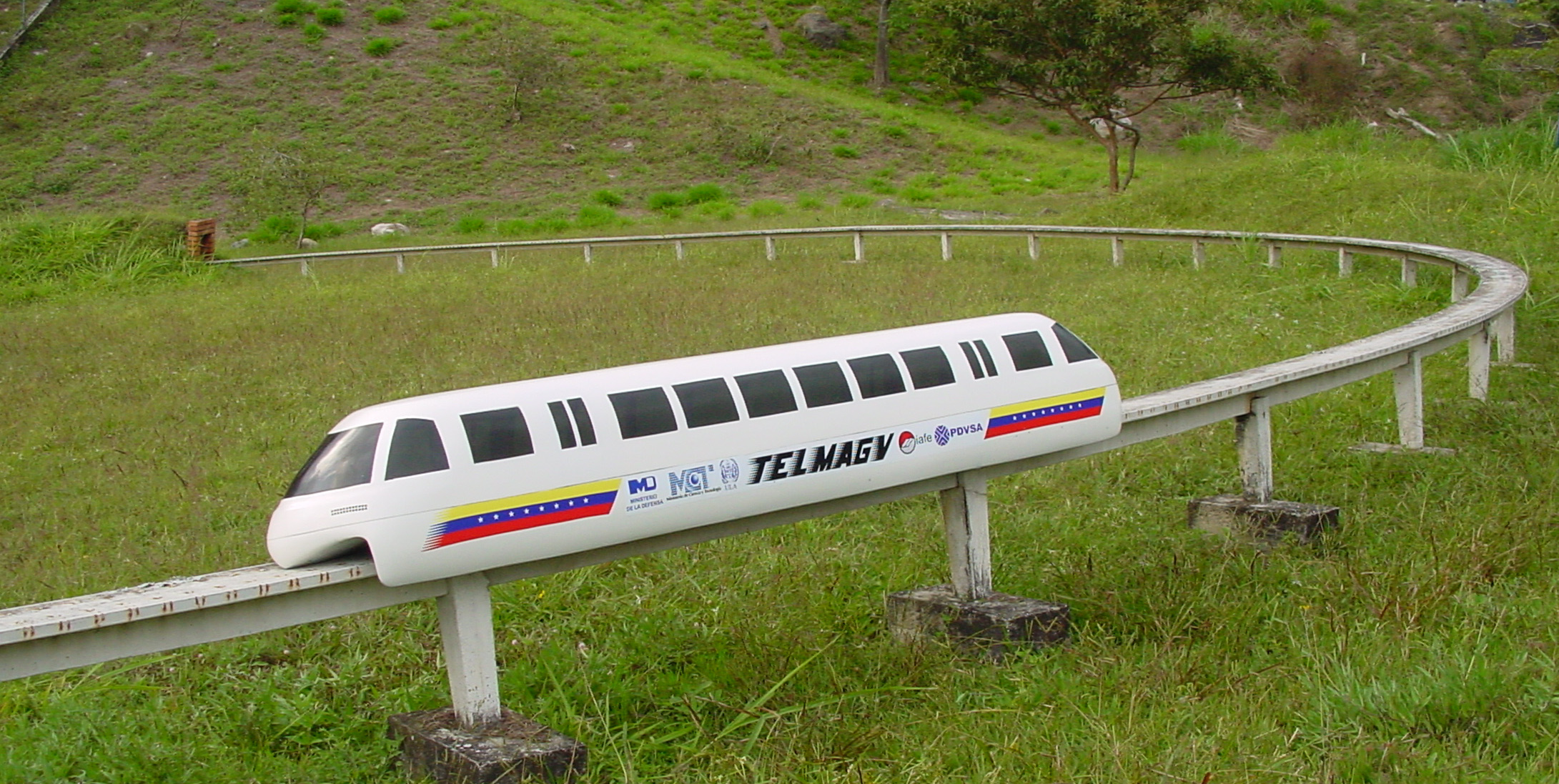
TELMAGVVの模型

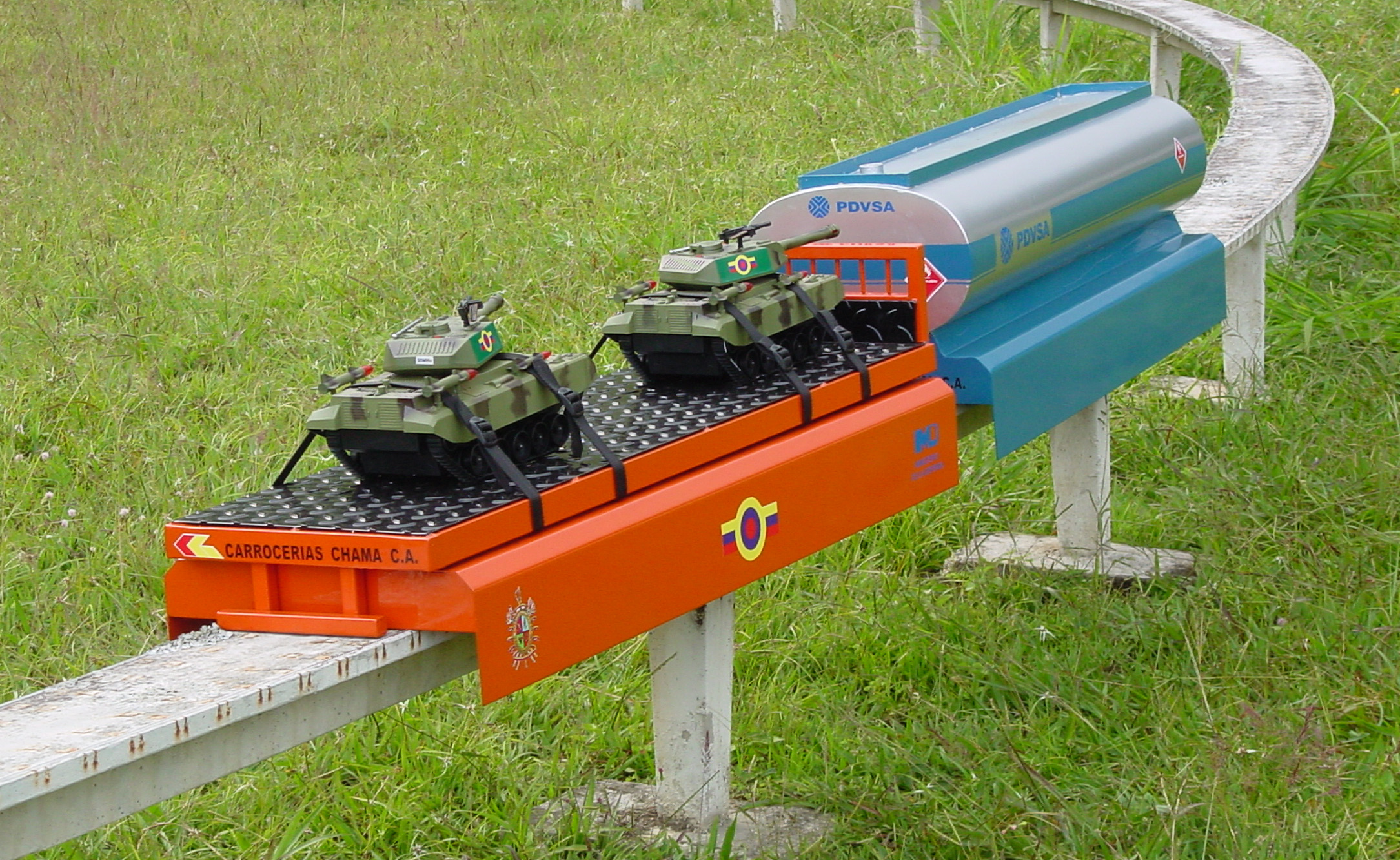
1:10スケールの模型

TELMAGV (Tren Electromagnético Venezolano - スペイン語で'ベネズエラ電磁列車'の意)はベネズエラ工科大学(Intituto Venezolano de Investigaciones Científicas)で1967年に開始され後にアンデス大学に引き継がれた進行中の研究計画である。開始以来、ベネズエラ政府による電磁気鉄道の研究として進められた。この概念は著名な科学者であるHumberto Fernández Moránによって1989年に支持された。TELMAGVは駆動に機械的な摩擦や通常の列車のような案内が不要な陸上大量交通システムである。

## 概要
このシステムの主な概念はリニアリラクタンスモータで推進、案内、浮上を行うことである。このモータは回転式モータと同じ力を使用するが車輪に回転力を供給する為の機械的な変速機は備えず、代わりにこれらの力は車両と軌道の間に直接供給され、機械的な摩擦と磨耗を低減する。同様にTELMAGVは車輪と軌道との間の摩擦に依存しないので通常のシステムよりも急勾配の傾斜を登る事ができる。
TELMAGVの作動原理は磁力を基にしているが軌道と車体の間に電気的な接点があるので正確には磁気浮上鉄道ではない。この理由は(コイルを持たない)通電しない軌道によって建設費を抑えるためである。

## 計画の背景

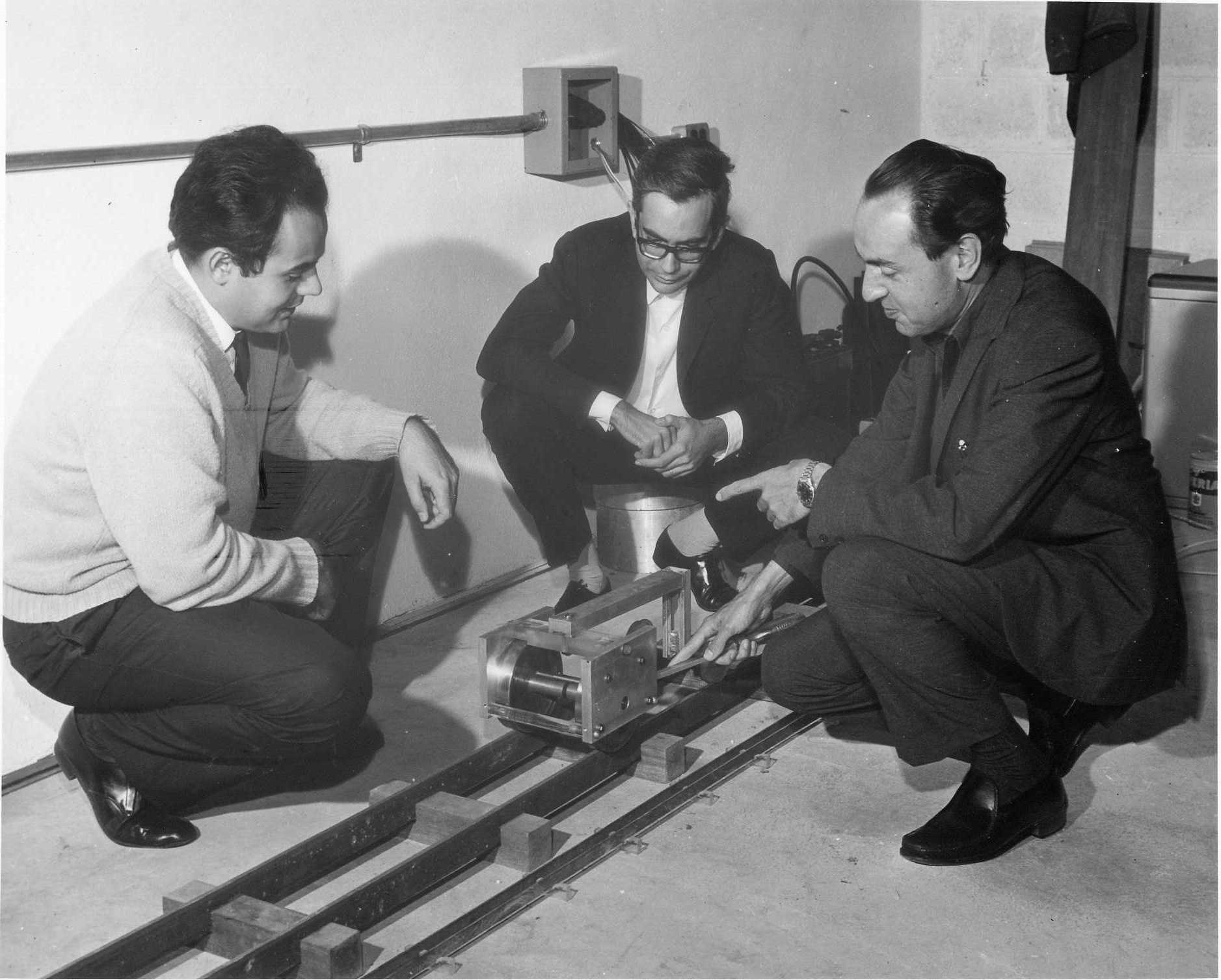
初期の開発を主導したMáximo García Sucre, Alberto Serra Valls, Carlos Gago Bousquetの三人

1967年、ベネズエラ工科大学の研究者達はベネズエラの複雑な地形で急勾配の路線で運行されるより効率の優れた輸送システムに関して研究計画を開始した。 一例としてカラカス-ラ・グアイラ間の路線はわずか10kmで標高差が800mである。この路線はベネズエラにとって重要な空港と港がラ・グアイラにあるのでとても重要である。

## TELMAGVの1:10スケールの試作機の一覧
| | 試作1号機 (1971年)      |
| ベネズエラ工科大学で開発された最初の試験機。 回転式リラクタンスモータに直線状の強磁性体の帯が対面する構成である。 |                         |
| | 試作2号機 (1976–1980年) |
| アンデス大学で最初に開発された試作機。回転式モータからリニアモータに換装された。 |                         |
| | 試作3号機 (1981–1984年) |
| この試作機は主に制御装置が改良された。 |                         |
| | 試作4号機 (1985–1987年) |
| この試作機は INOVA 86, CADAFE (1987) の複数の展示会に出展され、1987年6月にベネズエラ大統領のJaime Lusinchiと彼の大臣に披露された。 この試作機の重要な特徴は:良い外観、堅牢で軽量の車体とより洗練された電気制御装置である。                                          |                         |
| | 試作5号機 (1988–1991年) |
| この試作機はアンデス大学の工場技術の教授の貢献によって設計、製作された。さらに(マイコンを使用した)制御装置と車体がさらに改良され、同様に軌道も大幅に改良された。 |                         |
| | 試作6号機 (1992–2005)   |
| リニアモータの駆動論理が大幅に改良され、周囲が86mの試験線も建設された。これにより走行試験の速度が大幅に向上した。 |                         |
| | 試作7号機 (2006–2007)   |
| 2006年に軍の指令部の将軍はこの計画を支持し、ベネズエラ政府にカラカス-ラ・グアイラ間に建設する提案をする事を決めた。車両と軌道と制御装置は改良する為に全面的に再設計された。同様に貨物輸送に使用する事が可能である事を説明する為に平らな貨物用とタンク車が作られた。 |                         |

## ウゴ・チャベス大統領への説明

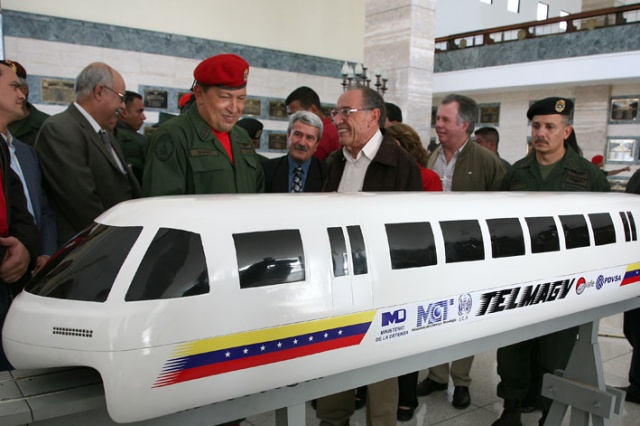
熱心に説明に耳を傾けるチャベス大統領 (中央の赤い帽子を被っている人物)

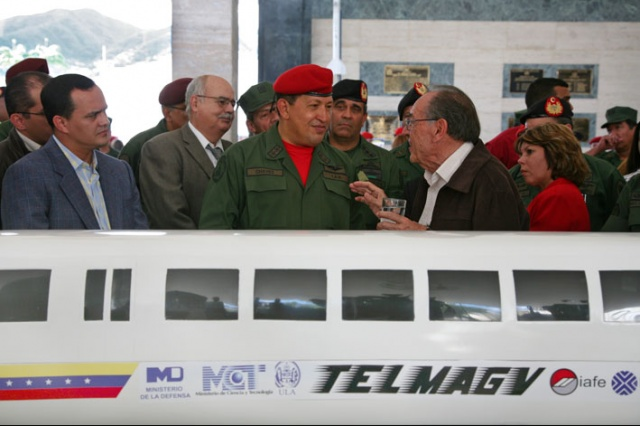
終始御満悦の様子だった

Raúl Isaías Baduel将軍とTELMAGVの作業グループは2006年12月28日にウゴ・チャベス大統領にTELMAGVの1/7スケールの試作機を発表した。大統領はこの計画の恩恵を確信し、交通大臣に相当する閣僚と防衛大臣に相当する閣僚とベネズエラ国鉄の総裁にこれ以上の鉄道の建設を止め、努力と予算を振り分けるように支持した。支援はTELMAGVの最初の1kmの建設を出来るだけ早く開始する事である。それはベネズエラにとって完全に作られる初の大量交通システムになる予定である。

## 安全性
電磁列車は安全な大量交通システムである。モーターの設計により脱線は不可能である。自動車や飛行機のようなシートベルトは不要で列車の走行中、速度にかかわらず、乗客はいつでも車内を自由に歩き回る事が出来る。TELMAGVの車両による電磁場への露出は世界保健機関の定めた許容水準を下回る。

## 環境への恩恵
長年、鉄道は最も環境にやさしい交通機関だった。さらにそれらはこの種の交通への投資は新技術の開発を刺激する事により経済成長を促進する唯一の交通機関である。これらの理由により交通渋滞や大気汚染を減らす為に清潔でより安全で、より早く、より高高率な交通機関を実現する為に研究する必要がある。
電磁式鉄道は完全に電気で走り、直接の汚染物質を生じないので最も環境にやさしいシステムのひとつである。同様に高架式モノレールシステムは環境への影響を最小に抑えて山岳地帯を登る能力を有する。これにより、従来の鉄道よりもこの種の軌道の建設において土木工事が少なくて済むのでベネズエラの脆弱で豊かな生態系に適応できる。

## 将来
平地や山岳地帯に建設する場合、暴力的な気象によってもたらされる洪水や地すべり等の自然災害に対して脆弱なので将来の鉄道は高架上に建設される。これまでにカラカス-ラ・グアイラ間、カラカス-バレンシア、La Ceiba - La Fría - El Vigíaの各路線が洪水や地すべりの被害を受けた。輸入された鉄道は"再生"しないが、もし、ベネズエラが独自の鉄道を建設すれば整備、延長、改良を保証し、技術的な主権と独立を統合する事が出来る。この計画の進行は国威発揚的な意味を持ち合わせており、実物大の試験機はまだ製作されておらず、模型による実験段階では技術的な実現可能性の評価が不十分で経済性や必要性の調査も不十分な状態で計画が進みつつある。この調子で計画が進行すると他の日の目を見なかった計画の二の轍を踏む可能性がある。